# Evangelische Kirche (Aßlar)

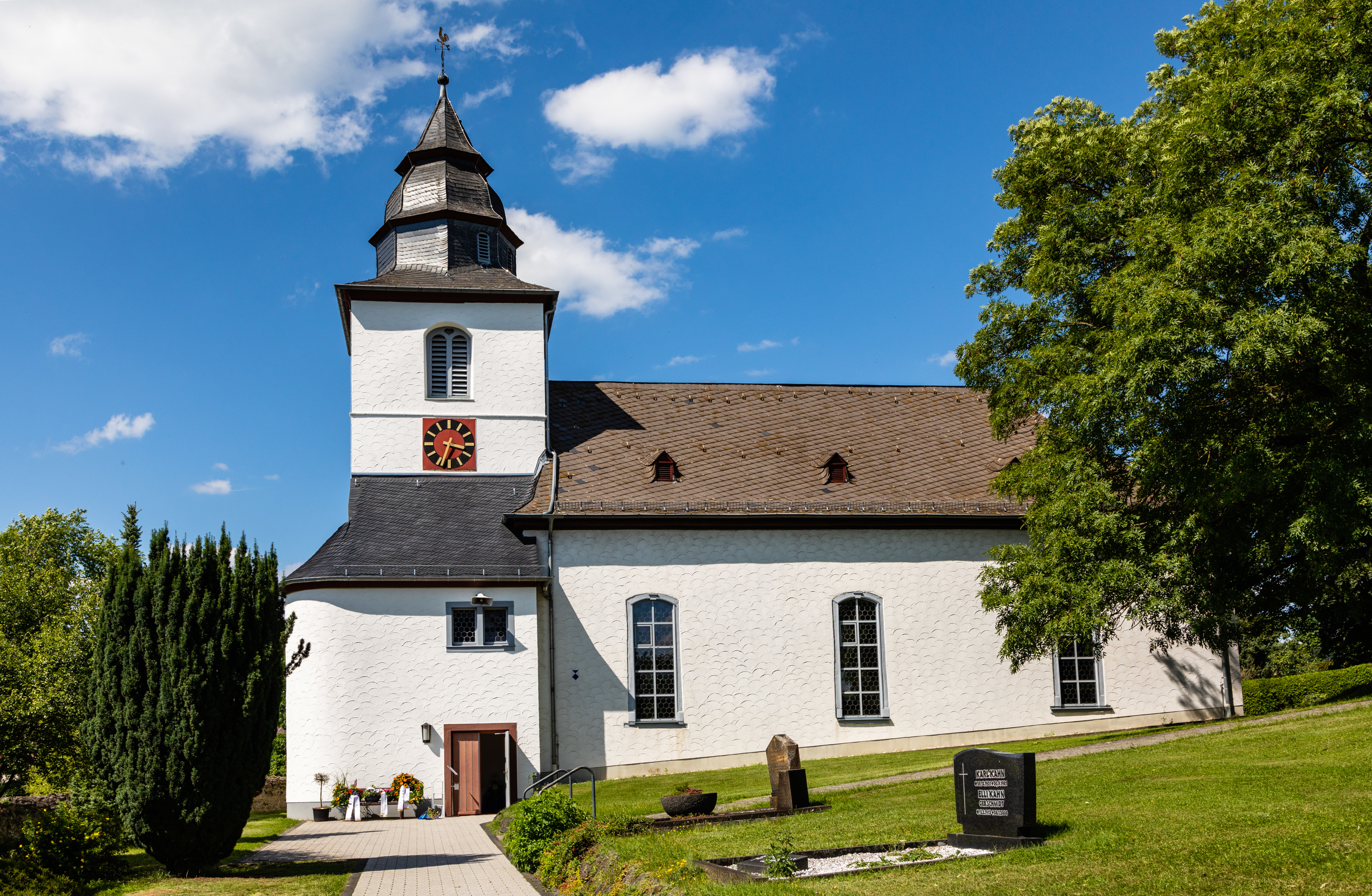
Kirche in Aßlar von Süden

Die Evangelische Kirche in Aßlar, einer Stadt im  Lahn-Dill-Kreis (Mittelhessen), ist eine romanische Saalkirche. Sie erhielt 1770 ihr heutiges Aussehen durch einen Umbau, auf den die Kirchenausstattung im Stil des Rokoko zurückgeht. Die denkmalgeschützte Kirche prägt das Ortsbild und ist aufgrund ihrer geschichtlichen, künstlerischen und städtebaulichen Bedeutung hessisches Kulturdenkmal.

## Geschichte

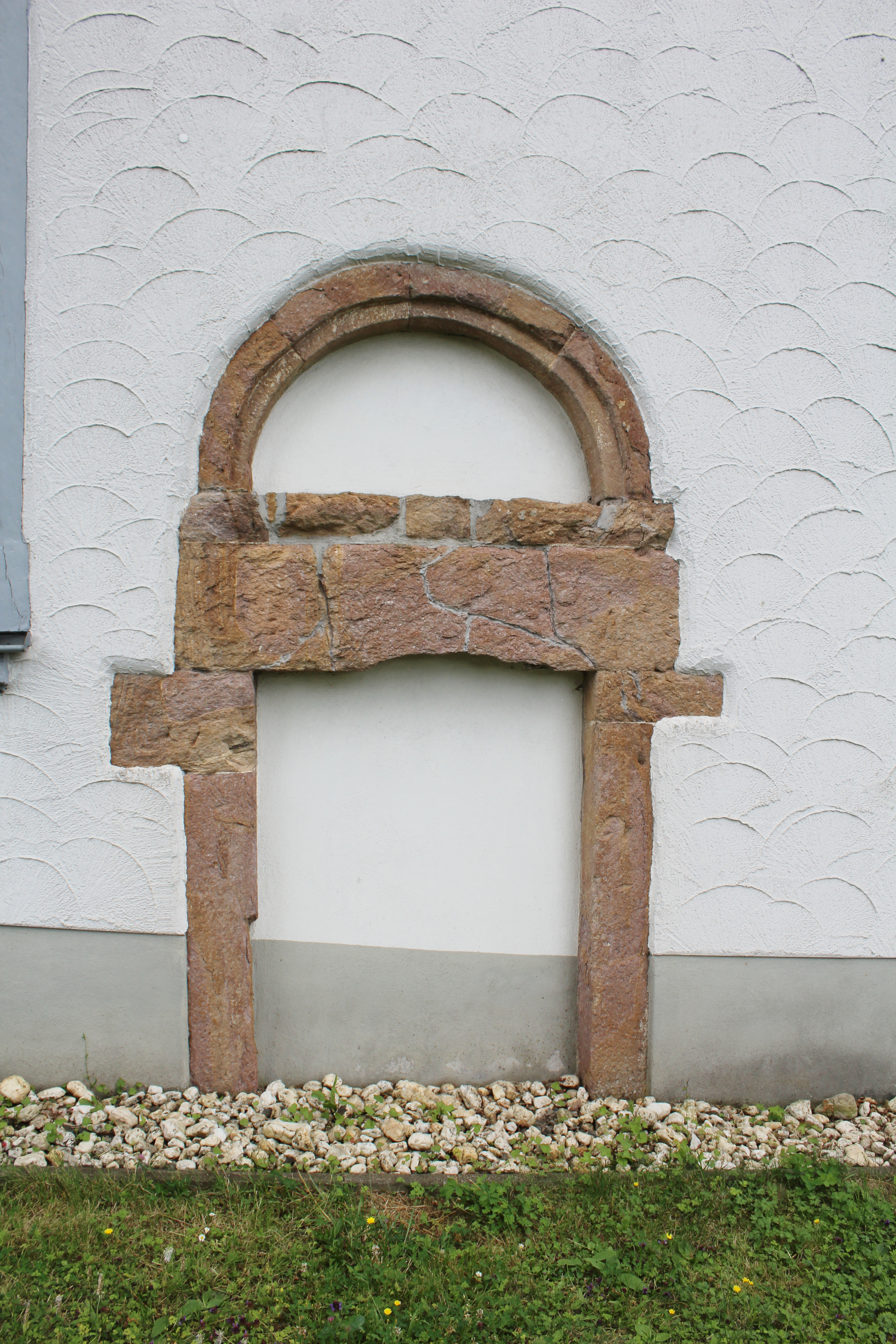
Vermauertes romanisches Nordportal

In Aßlar ist 1278 ein Pfarrer Heiderich nachgewiesen. Das mittelalterliche Kirchspiel umfasste die Orte Klein-Altenstädten und Niedergirmes. Aßlar war im ausgehenden Mittelalter Sendort im Archipresbyterat Wetzlar im Archidiakonat St. Lubentius Dietkirchen im Bistum Trier. In vor- und nachreformatorischer Zeit hatten die Herren von Bicken das Kirchenpatronat inne. Die frühe Baugeschichte der Kirche liegt im Dunkeln. Aufgrund der Breite des Schiffs, des Opus spicatum im Mauerwerk und im Sockelbereich und aufgrund der Form der vermauerten Portale wird eine früh- oder sogar vorromanische Entstehungszeit vermutet. Der mutmaßliche Chor im Osten ist nicht erhalten.
Im 16. Jahrhundert wurde die Reformation eingeführt. Als erster evangelischer Pfarrer ist Gerlach Reuter 1571 nachgewiesen. Im Jahr 1582 folgte ein Wechsel zum reformierten Bekenntnis. In diesem Zuge wurde Aßlar mit Niedergirmes zur Pfarrei erhoben. Aufgrund der Armut der Pfarrei wurde Aßlar in der Folgezeit immer mal wieder für einige Jahre von den Nachbarpfarrern verwaltet.
Unter Maurermeister Michel Roß (Reis) wurde 1688 das Turmobergeschoss mit dem Haubenhelm errichtet. 1770 wurde das Schiff im Stil des Spätbarock weitgehend erneuert und erhielt größere Fenster sowie ein im Osten abgewalmtes Dach. Zudem wurde eine neue Ausstattung angeschafft. Kollekten in den 1770er Jahren unterstützten das Bauprojekt.
Während der Koalitionskriege 1796 wurde die Kirche von den Franzosen besetzt und diente als Pulvermagazin. 1912 wurde der bisherige Filialort Niedergirmes zur selbstständigen Pfarrei erhoben. Im Rahmen einer Renovierung in den Jahren 1935 bis 1938 wurden der Turmhelm samt Wetterhahn und die Orgel erneuert und die Rokoko-Bemalung restauriert. Nach einer Dämmung des Dachstuhls folgte eine umfassende Innensanierung im Jahr 2012 mit Putz- und Malerarbeiten. Sie schloss den Neuverputz von schadhaftem Mauerwerk und die Restaurierung der brüchigen Stuckarbeiten und der Malereien ein.
Mit dem Gemeindehaus in Klein-Altenstädten hat die Kirchengemeinde eine weitere Predigtstätte. Nach Aufhebung der Pfarrstelle für die Evangelischen Kirchengemeinden Hohensolms und Blasbach besteht seit dem 1. Januar 2020 eine pfarramtliche Verbindung zwischen Blasbach und der evangelischen Kirchengemeinde Aßlar (Bezirk 2). Die evangelische Kirchengemeinde Aßlar gehört zum Evangelischen Kirchenkreis an Lahn und Dill in der Evangelischen Kirche im Rheinland.

## Architektur

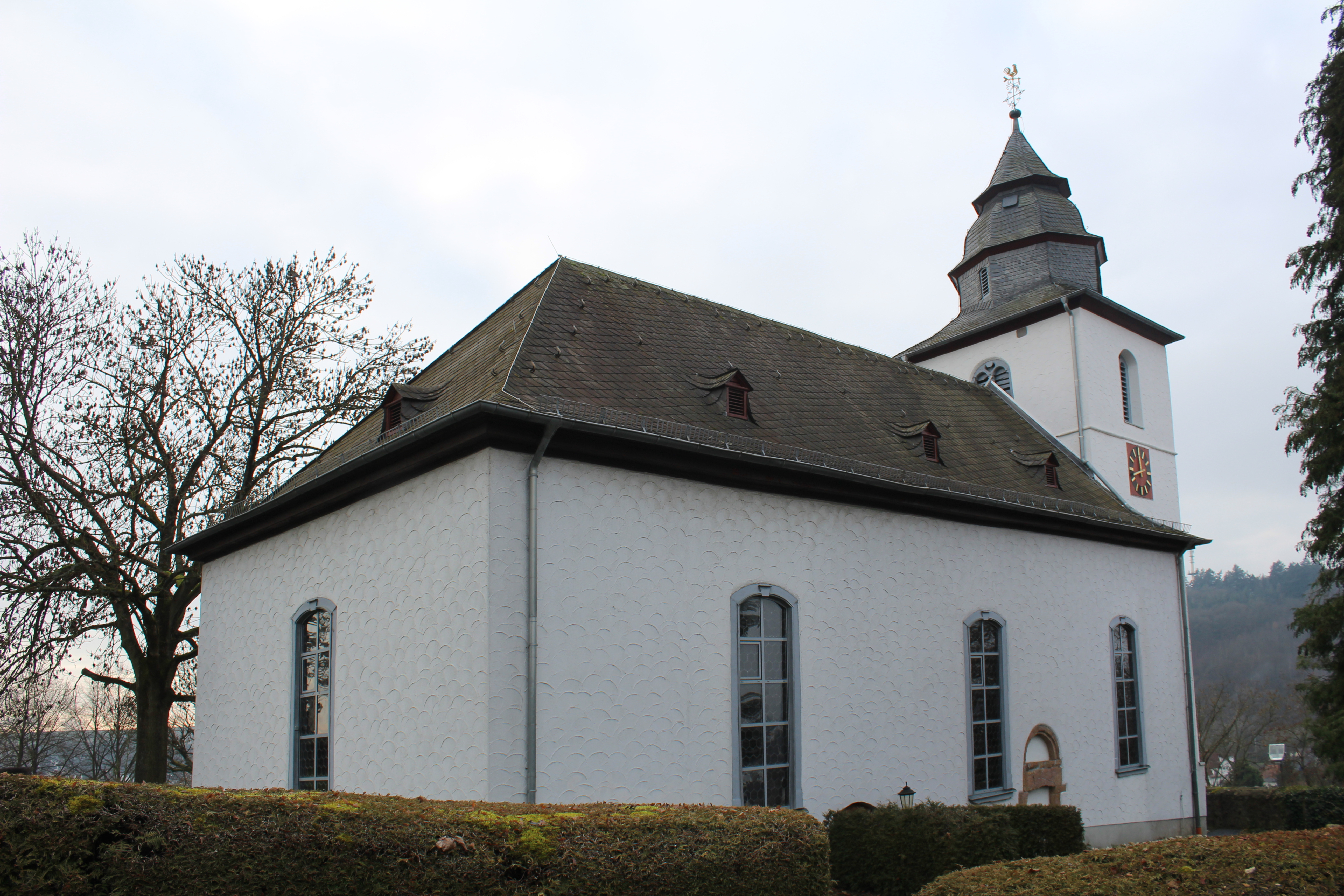
Ansicht von Nordosten

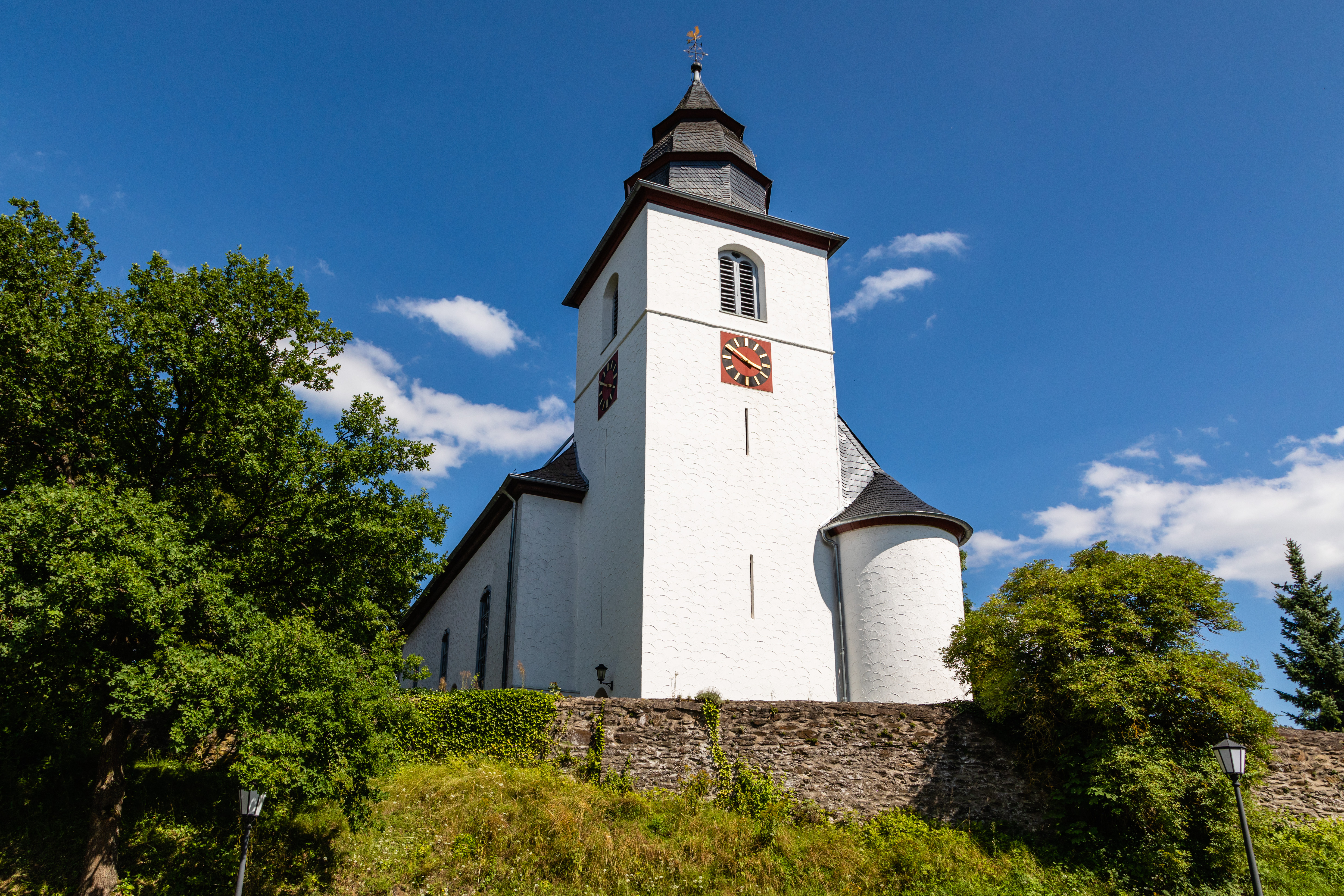
Westturm mit Schießscharten, rechts Anbau von 1965

Der nicht exakt geostete, sondern leicht nach Ost-Nordost ausgerichtete Saalbau mit Westturm ist in Hanglage auf einem Felsen erhöht im Ortszentrum errichtet. Die Außenwände sind mit einem weißen, fächerförmigen Strukturputz versehen. Die Kirche steht inmitten eines Friedhofgeländes, das von einer kreisförmigen, etwa 2 Meter hohen Mauereinfriedung umgeben wird, die weitgehend erhalten ist. Das moderne Friedhofsgelände zieht sich weiter nach Nordosten hin.
Der massiv aufgemauerte Turm hatte ursprünglich wehrhaften Charakter; die Schießscharten gehen auf das 14. Jahrhundert zurück. Der querrechteckige Grundriss (5,60 Meter × 4,30 Meter) ist gegenüber dem Kirchenschiff an jeder Seite um 1,80 Meter eingezogen. Der verputzte Turmschaft wird durch ein umlaufendes Gesimsband gegliedert. Im Obergeschoss sind an den drei freistehenden Seiten Schallöffnungen mit Stichbogen für das Geläut eingelassen und unterhalb des Gesimsbandes die Zifferblätter der Turmuhr angebracht. Der barocke Helmaufbau von 1688 ist vollständig verschiefert. Aus einem Zeltdach entwickelt sich ein achtseitiges Untergeschoss, dem eine zweigeschossige Welsche Haube aufgesetzt ist. Sie wird von einem Turmknauf, einem verzierten Kreuz und einem Wetterhahn mit Windrichtungsanzeiger bekrönt. Der moderne Treppenanbau von 1965 ist der Südseite des Turms vorgelagert und hat nach Westen einen halbrunden Schluss. Eine zweiflügelige Tür in hochrechteckiger Rahmung führt zum Südportal der Turmhalle. Die Halle wird im Norden durch ein weiteres Stichbogen-Portal erschlossen.
Das Kirchenschiff auf rechteckigem Grundriss ist 20,20 Meter lang und 9,20 Meter breit (lichte Weite 18,30 Meter × 7,30 Meter) und hat eine Mauerstärke von 0,95 Meter. Der Innenraum wird an den Langseiten durch je drei große Fenster mit Stichbogen und Wabenverglasung belichtet. Das im Osten abgewalmte Dach geht ebenso wie die Fenster auf das Jahr des Umbaus zurück (1770). Dem Dach sind im Süden und Norden je drei kleine Gauben und im Osten eine Gaube aufgesetzt. Das Mauerwerk des Schiffs ist im Kern romanisch und weist teilweise Fischgrätenverband auf. An der Nordseite ist ein Stichbogenportal eingelassen. Zwei romanische Portale sind vermauert, von denen nur noch das Nordportal in der Außenwand erkennbar ist. Letzteres hat zwei nach außen weisende Kämpfersteine unter einem hohen Sturz, über dem sich ein gestufter halbkreisförmiger Bogen erhebt.

## Ausstattung

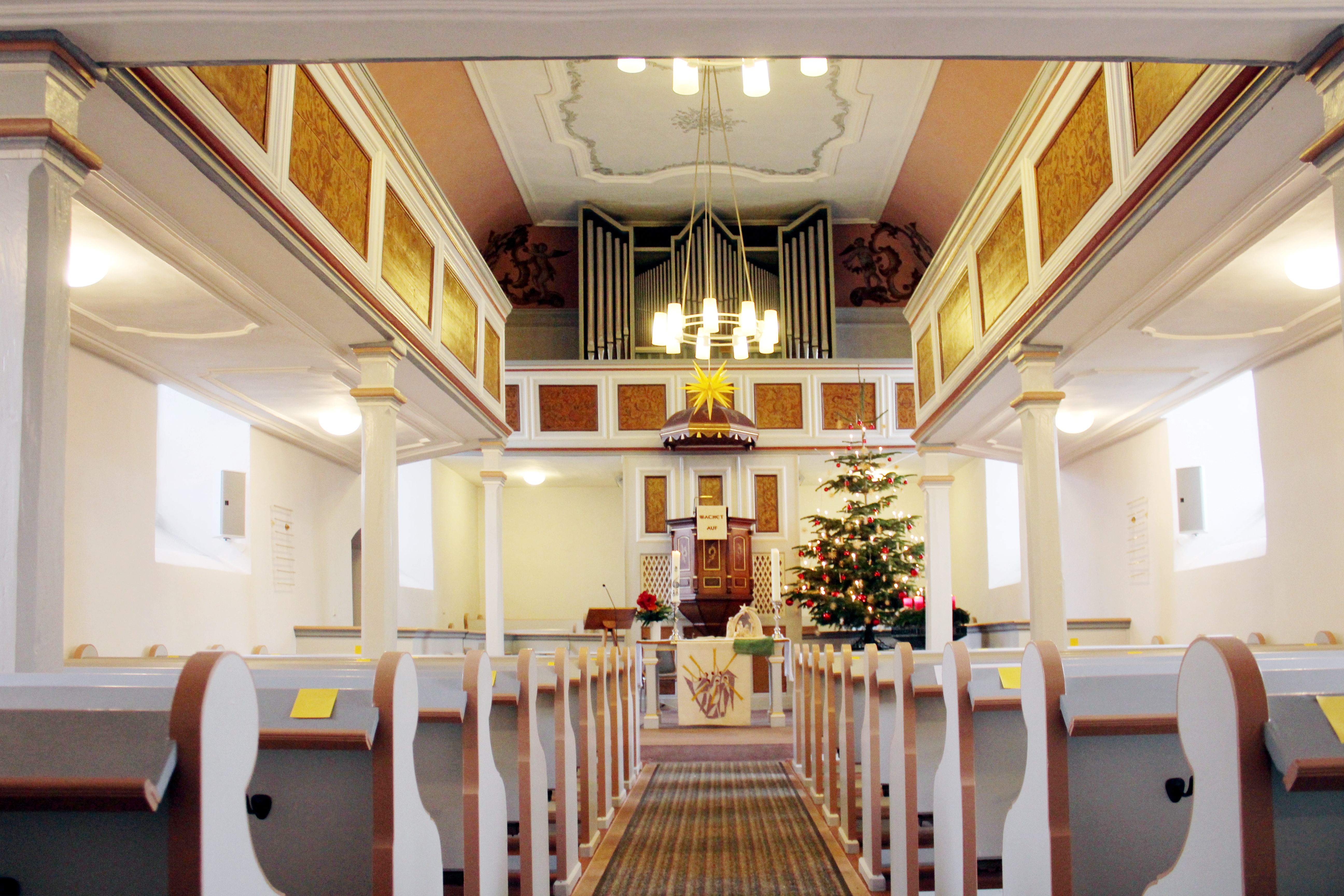
Innenraum Richtung Osten

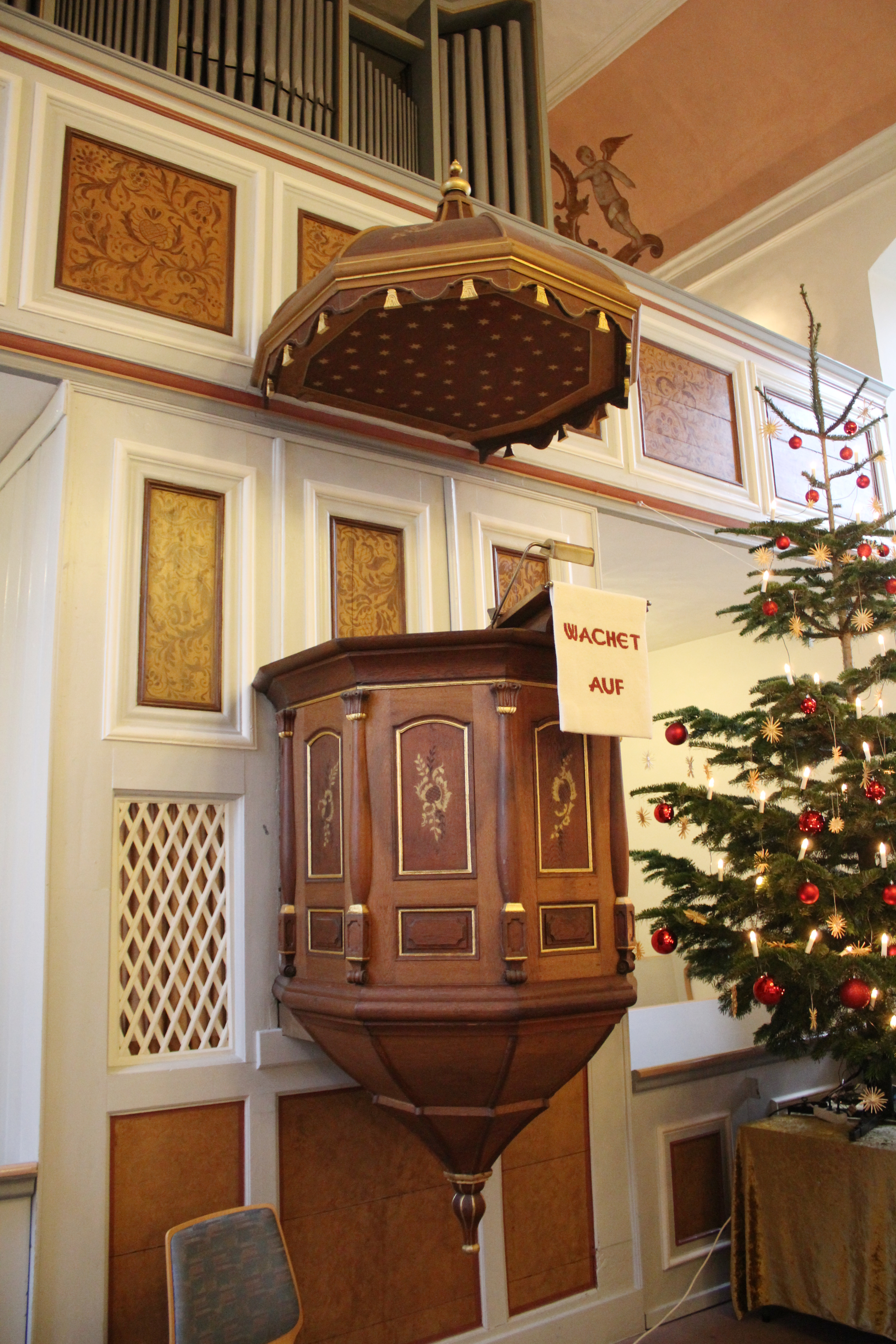
Kanzel an der Kanzelwand

Die Kirchenausstattung stammt weitgehend aus spätbarocker Zeit.
Eine Spiegeldecke mit Stuckwerk und Kartuschenmalerei von 1770 schließt den Innenraum ab. In der mittleren der drei Kartuschen ist das Auge der Vorsehung in einem goldenen Strahlenkranz dargestellt, das von vier geflügelten Engelköpfen umgeben wird. Die flankierenden Kartuschen im Osten und Westen habe eine hellblaue Bemalung und einen Kranz aus Rocaillen. In den vier Ecken der Decke sind je zwei Engel mit großen Rocaillen gemalt.
Die dreiseitig umlaufende, hölzerne Empore ist über die Turmhalle begehbar. Sie ruht auf viereckigen, gegliederten Pfosten und hat an der Brüstung querrechteckig kassettierte, ockerfarbene Füllungen mit dezenten Rankenmalereien. An der Unterseite sind stuckierte Kartuschen angebracht. Im Schiff lässt das Kirchengestühl mit geschwungenen Wangen einen Mittelgang frei. Die Bänke im Chorbereich haben Brüstungen in der Art der Emporen.
Altar, Kanzel und Orgel bilden eine Einheit und sind entsprechend dem Wiesbadener Programm über- und hintereinander gebaut. Die Chorempore, die höher als die Empore im Schiff eingebaut ist, aber dieselbe Art von Brüstung hat, dient als Aufstellungsort für die Orgel. Im mittleren Bereich füllt eine rekonstruierte Kanzelwand den Bereich bis nach oben zur Orgelempore. Oben und unten hat die Wand hochrechteckige Füllungen in Ocker und in der Mitte, wo der polygonale Kanzelkorb angebracht ist, durchbrochenes Rautenwerk. Die Kanzelfelder des holzsichtigen Kanzelkorbs mit einzelnen vergoldeten Profilen werden durch Halbsäulen gegliedert. Die Felder sind mit feinen Rocaillen, Rauten- und Blattwerk bemalt. Ein baldachinartiger Schalldeckel an der Chorempore, der in der Form dem Kanzelkorb entspricht, ist mit kleinen Kordeln und einer vergoldeten Kugelspitze verziert. Entsprechend reformierter Tradition dient als Altar ein Abendmahlstisch. Der moderne Taufstein steht auf einem sechsseitigen Fuß und trägt umlaufend den Bibelvers aus Mk 1,11 .
Ein Grabstein aus schwarzem Lahnmarmor in der Turmhalle erinnert an Maria Catherina Medern geb. von den Velden († 1695), die Frau eines braunfelsischen Hofrates. Er zeigt im oberen Drittel das Allianzwappen und unten ein Schriftfeld, das von Voluten gerahmt wird.

## Orgel

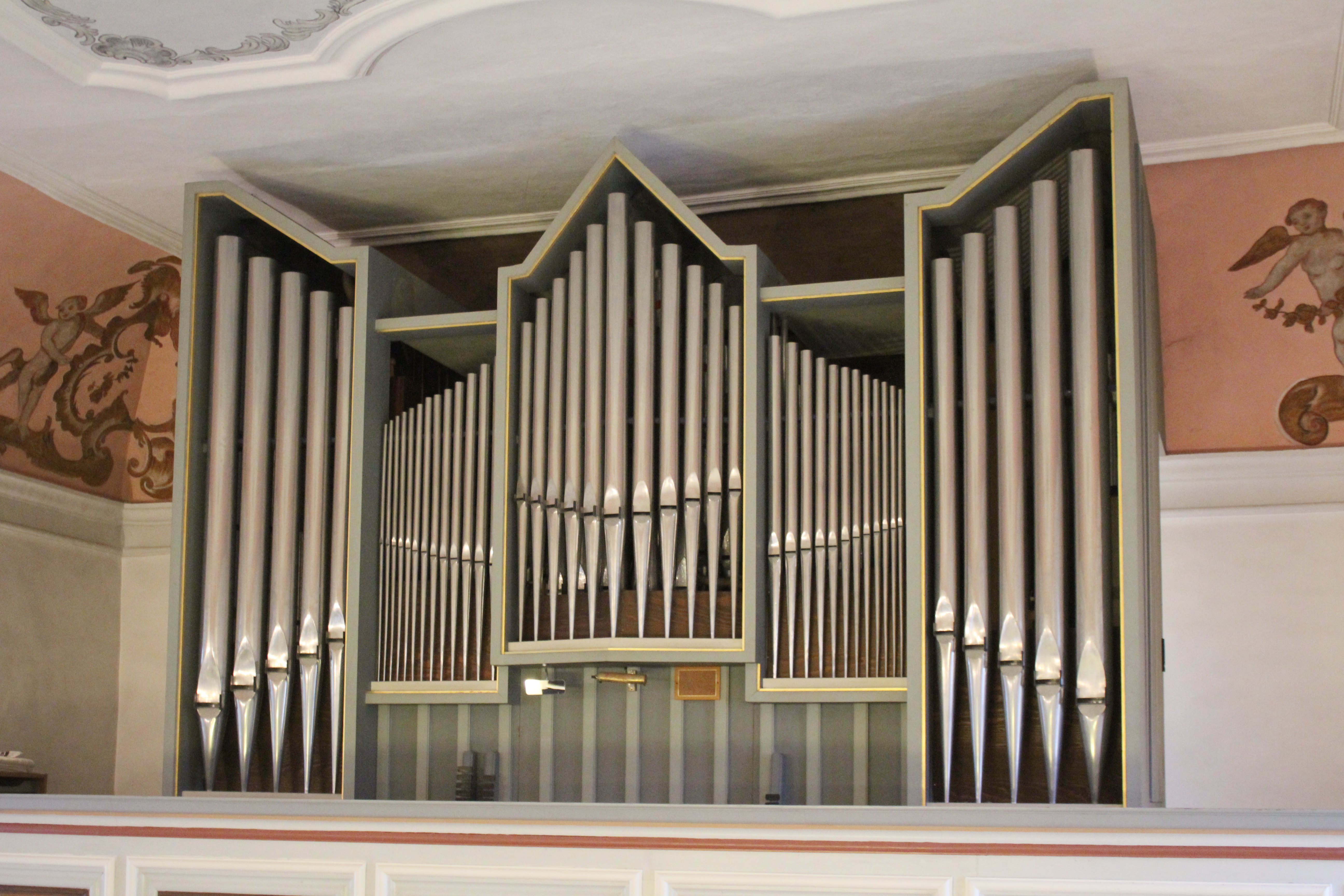
Hardt-Orgel von 1969

Am Ende des 18. Jahrhunderts wurde die Orgel durch die Verwüstung der Kirche schwer beschädigt, deswegen wurde 1811 eine Reparatur für aussichtslos erachtet. Pfarrer Raßmann beantragte 1819 eine Kollekte für die Orgel und 1835 erfolgte dann eine Reparatur durch den Aßlarer Orgelbauer Luther. In der Mitte des 19. Jahrhunderts wurde mit Orgelbauer Daniel Raßmann, Sohn des Pfarrers, ein Vertrag über einen Neubau geschlossen. Das Instrument sollte neun Register auf einem Manual und Pedal umfassen, kam aber nicht zur Ausführung. Erst 1860 stellte sein Sohn und Nachfolger Gustav Raßmann das Werk auf. Es wurde nach 1935 durch Friedrich Weigle durch eine neue Orgel mit 13 Registern auf zwei Manualen und Pedal ersetzt, die auf der Westempore aufgestellt wurde.
Günter Hardt baute 1969 die heutige Orgel auf der Ostempore mit insgesamt 1200 Orgelpfeifen in 18 Registern, die sich auf zwei Manuale und Pedal verteilen. Der Prospekt wird aus fünf Kästen gebildet: in der Mitte ein fünfeckiges Feld, das von zwei niedrigen hochrechteckigen Feldern flankiert wird, und außen zwei trapezförmige Felder. 2022 erfolgte eine vollständige Reinigung und Überholung der Orgel. Die Disposition lautet wie folgt:
| I Hauptwerk C–g3 |        |
| Prinzipal        | 8′     |
| Gemshorn         | 8′     |
| Oktave           | 4′     |
| Blockflöte       | 4′     |
| Nasard           | 2 ⁄3′  |
| Nachthorn        | 2′     |
| Terz             | 1 3⁄5′ |
| Mixtur IV        | 1 ⁄3′  |

| II Oberwerk C–g3 |    |
| Holzgedackt      | 8′ |
| Rohrflöte        | 4′ |
| Prinzipal        | 2′ |
| Scharff III      | 1′ |
| Krummhorn        | 8′ |

| Pedal C–f1      |       |
| Subbass         | 16′   |
| Prinzipal       | 8′    |
| Choralbass      | 4′    |
| Hintersatz IV–V | 2 ⁄3′ |
| Fagott          | 16′   |

- Koppeln: II/I, I/P, II/P

## Geläut
Meister Hans aus Frankfurt goss 1510 die größte und älteste Glocke. Eine große und kleine Glocke von Nicolaus Bernhard aus Tiefenbach von 1799 wurden im Ersten Weltkrieg an die Rüstungsindustrie abgeliefert. Dasselbe Schicksal erlitt eine Feuerglocke von W. Rincker aus dem Jahr 1834. Als Ersatz schaffte die Gemeinde 1921 zwei Stahlglocken an, die dem Zweiten Weltkrieg zum Opfer fielen. Rincker goss 1949 zwei neue Glocken mit denselben Inschriften der eingeschmolzenen Glocken. Sie erklingen im Te-Deum-Motiv.
| Nr. | Gussjahr | Gießer, Gussort               | Schlagton | Inschrift | Bild |
| --- | -------- | ----------------------------- | --------- | --- | ---- |
| 1   | 1949     | Rincker, Sinn                 | g1        | „DENEN, DIE GEGANGEN, DENEN, DIE NOCH BANGEN, NAH UND FERNEN ZEITEN, SINGEN WIR UND LAEUTEN WECHSEL IST DIE ZEIT, GOTT IST EWIGKEIT“ |      |
| 2   | 1510     | Meister Hans, Frankfurt a. M. | b1        | „MEISTER HANS GOSS MICH ZU FRANKFURT“                                                                                                |      |
| 3   | 1949     | Rincker, Sinn                 | c2        | „ZUM STETEN GEDAECHTNIS AN DIE, DIE GEFALLEN, EIN ERNSTES VERMAECHTNIS DEN LEBENDEN ALLEN: GOTT ALLEIN DIE EHRE!“                    |      |